# Цибулин, Вячеслав Георгиевич
Цибу́лин Вячесла́в Гео́ргиевич (13 июня 1956, Ростов-на-Дону, Ростовская область) —  советский и российский учёный в области механики жидкости и газа, доктор физико-математических наук (2011). С 2018 года является заведующим кафедрой теоретической и компьютерной гидроаэродинамики Южного федерального университета в городе Ростов-на-Дону.

### Научная и педагогическая деятельность
Ведёт деятельность по сохранению наследия научной школы В. И. Юдовича. При его участии была издана книга «Математические модели естественных наук», которая основана на курсе лекций разработанных и читавшихся В. И. Юдовичем на мехмате Ростовского госуниверситета.

### Монографии
- Говорухин В.Н., Цибулин В.Г. Введение в Maple. Математический пакет для всех. — М.: Мир, 1997. — 208 с.
- Говорухин В.Н., Цибулин В.Г. Компьютер в математическом исследовании: Maple, MATLAB, LaTeX. — СПб.: Питер, 2001. — 634 с.